# Peter Stemmer
Peter Stemmer (* 6. Oktober 1954 in Essen) ist deutscher Professor für Philosophie an der Universität Konstanz.

## Leben
Stemmer studierte von 1974 bis 1981 Philosophie, katholische Theologie und Gräzistik in Bochum und Berlin (Freie Universität). Er wurde 1981 in Bochum mit einer Studie zur Philosophie der Aufklärung promoviert. Von 1981 bis 1986 leitete er das zentrale Redaktionsbüro des Historischen Wörterbuchs der Philosophie in Berlin, von 1986 bis 1992 arbeitete er als Hochschulassistent am Fachbereich für Philosophie an der Freien Universität Berlin. Dort habilitierte er sich 1990 mit einer Arbeit über Platon. Seit 1993 ist er Professor für Philosophie an der Universität Konstanz.
Stemmer ist hauptsächlich für seine Forschungen zur antiken Philosophie wie für seine systematischen Arbeiten zur Moralphilosophie und zur Theorie der Normativität bekannt. In der Moralphilosophie vertritt er, zuerst in seinem Buch Handeln zugunsten anderer (2000), eine Spielart des moralischen Kontraktualismus (vgl. Vertragstheorie). In seinen normativitätstheoretischen Arbeiten entwickelt er eine Position, nach der alle Formen des Normativen subjektabhängig, näherhin wollensabhängig sind.

## Schriften

### Bücher
- Weissagung und Kritik. Eine Studie zur Hermeneutik bei Hermann Samuel Reimarus, Göttingen: Vandenhoeck und Ruprecht 1983, 184 S.
- Platons Dialektik. Die frühen und mittleren Dialoge. Berlin/New York: de Gruyter 1992, 307 S., ISBN 3-11-012770-9.[1]
- Handeln zugunsten anderer. Eine moralphilosophische Untersuchung, Berlin/New York: de Gruyter 2000, 397 S., ISBN 3-11-016966-5.
- Normativität. Eine ontologische Untersuchung, Berlin/New York: de Gruyter 2008, 370 S., ISBN 978-3-11-020035-5.[2]
- Begründen, Rechtfertigen und das Unterdrückungsverbot. Studien zu Moral und Normativität, Berlin/Boston: de Gruyter 2013, 194 S., ISBN 978-3-11-030421-3.
- Der Vorrang des Wollens. Eine Studie zur Anthropologie. Frankfurt: Klostermann 2016, 316 S., ISBN 978-3-465-14260-7.
- Etwas geschieht durch mich. Menschliches Handeln und die Kontingenzen der Kausalität, Frankfurt am Main: Klostermann 2021, 216 S., ISBN 978-3-465-04565-6.

### Aufsätze
- Der Begriff der moralischen Pflicht. In: Deutsche Zeitschrift für Philosophie[3] 49, 2001, S. 831–855.
- Moralischer Kontraktualismus. In: Zeitschrift für philosophische Forschung[4] 50, 2002, S. 1–21.
- Moralische Rechte als soziale Artefakte. In: Deutsche Zeitschrift für Philosophie[5] 50, 2002, S. 673–691.
- Gutsein. In:  Zeitschrift für philosophische Forschung, Bd. 51, H. 1 (Jan. - Mar., 1997), pp. 65-92. JSTOR
- Moral, Moralisches Müssen Und Sanktionen: Eine Retraktation. In: Deutsche Zeitschrift Für Philosophie 65 (4), 2017, S. 621–656.[6]